# Dahme (flod)
För andra betydelser, se Dahme.

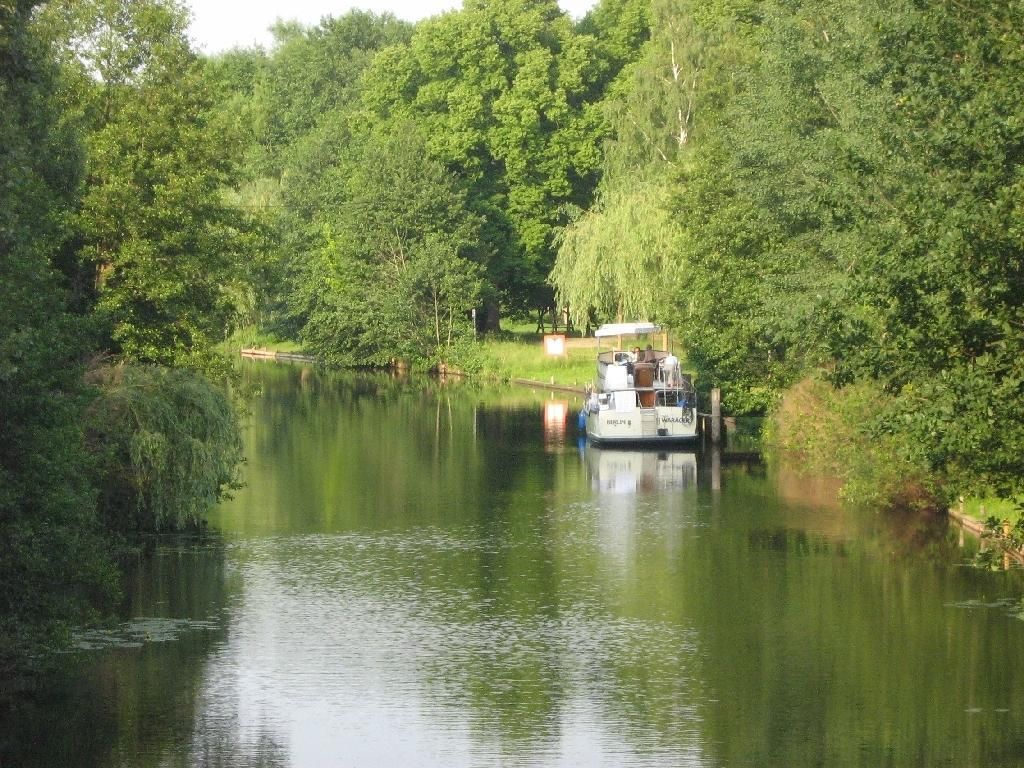
Dahme vid Märkisch Buchholz.

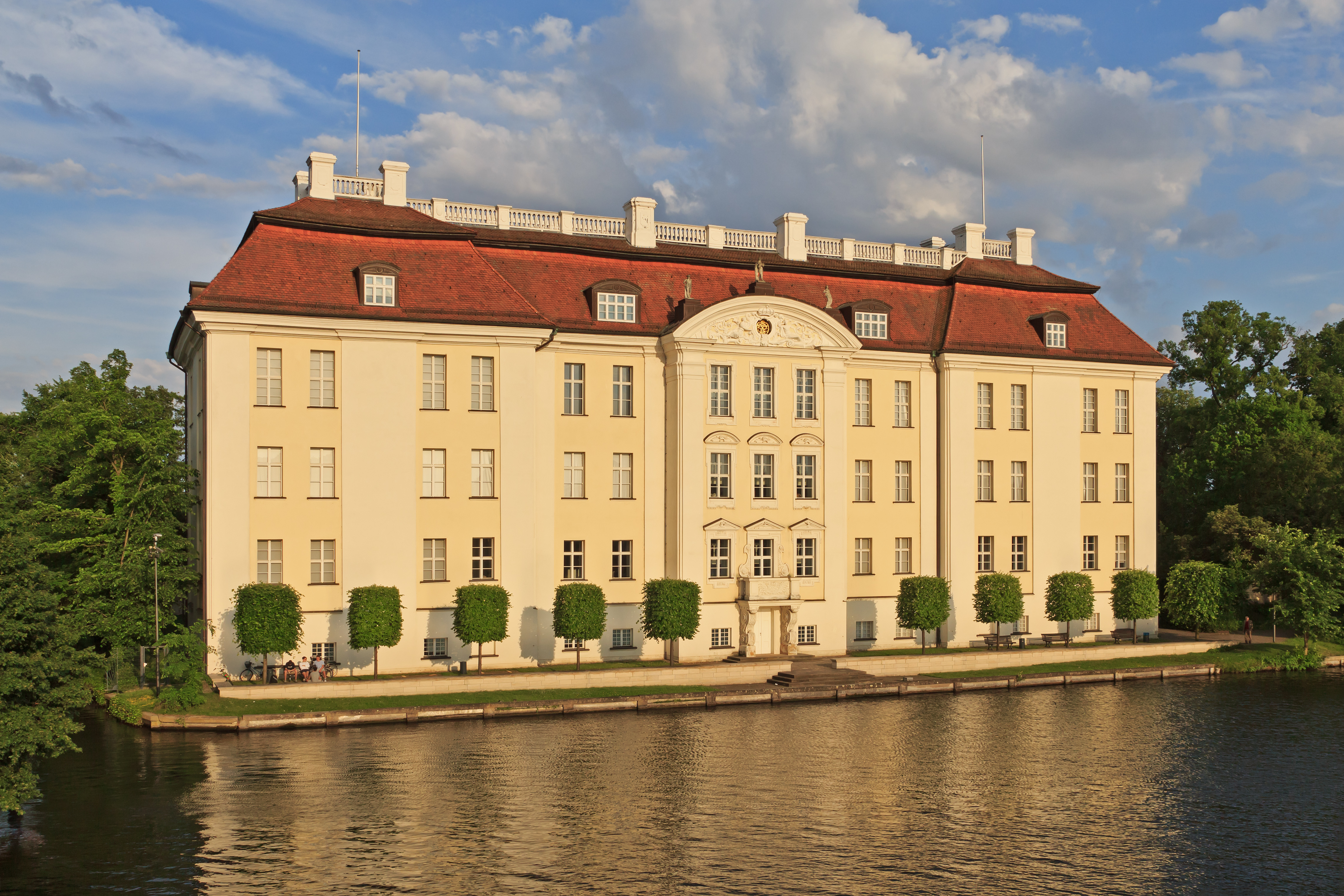
Köpenicks slott vid Dahmes mynning.

Dahme (mellan Seddinsee och Spree tidigare även kallad Wendische Spree) är en flod i östra Tyskland.  Den är omkring 95 km lång och utgör en del av Elbes flodsystem via floderna Spree och Havel. 
Källan är belägen nära staden Dahme/Mark i södra Brandenburg.  Floden rinner norrut genom städerna Dahme, Golssen, Märkisch Buchholz, Königs Wusterhausen och Wildau och rinner ut i Spree i stadsdelen Köpenick i Berlin.